# Cobaea scandens
La yedra morada de México (Cobaea scandens) es una especie de planta de la familia Polemoniaceae, trepadora originaria de México, cultivada como ornamental. El epíteto scandens significa "que trepa", lo que alude a su hábito de crecimiento.

## Descripción
Es una trepadora de hojas alternas, pinnadas con 2 o 3 pares de foliolos y termina en zarcillos ramificados. Flores solitarias, axilares con pedúnculos de hasta 30 cm de largo. Frutos capsulares coriáceos con semillas aladas. Se propaga por semillas.